# Мадисън Паркър
Мадисън Паркър (на английски: Madison Parker) е артистичен псевдоним на унгарската порнографска актриса Жанет Фрьошл (на унгарски: Fröschl Zsanett), родена на 21 юни 1989 г.
Започва актьорската си кариера в порнографската индустрия през 2007 г., когато е на 18-годишна възраст. Във филмите си прави орален секс, вагинален секс, анален секс, двойно проникване.

## Награди и номинации
Номинации за индивидуални награди
- 2009: Номинация за Hot d'Or награда за най-добра европейска звезда.[5][6]
- 2010: Номинация за AVN награда за жена чуждестранен изпълнител на годината.[7]
- 2010: Номинация за XBIZ награда за нова звезда на годината.[8]
- 2010: Номинация за F.A.M.E. награда за любима нова звезда.[9]

Номинации за награди за изпълнение на сцени
- 2010: Номинация за AVN награда за най-добра групова секс сцена – заедно с Боби Стар, Анди Андерсън, Адриана Никол, Тони Рибас и Майкъл Стефано за изпълнение на сцена във филма „Анално зло 10“.[7]
- 2011: Номинация за AVN награда за най-добра анална секс сцена – заедно с Ерик Евърхард за изпълнение на сцена във филма „Не ме карай да моля 3“.[10]